# Ullungrönn

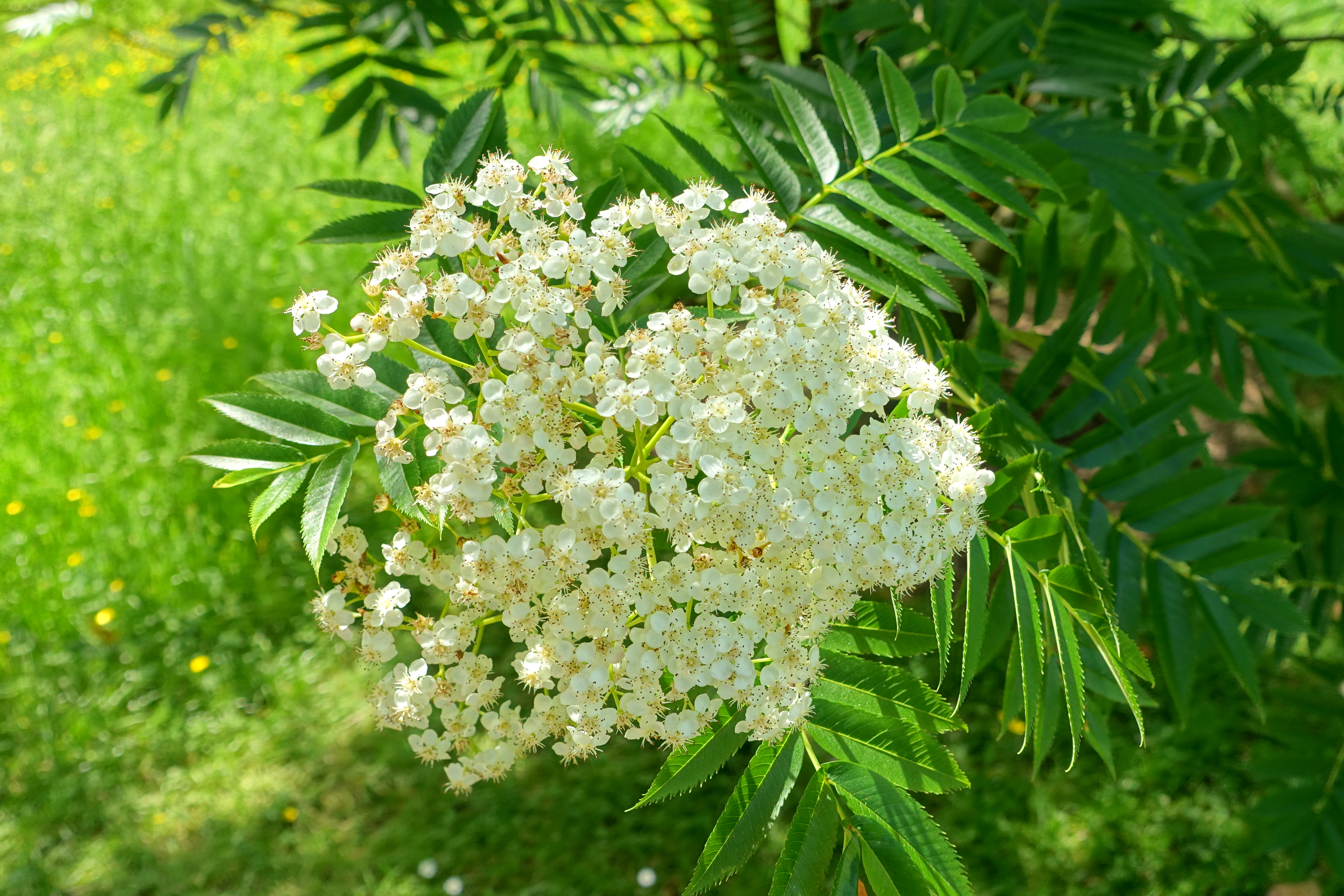
Ullungrönnens blommor

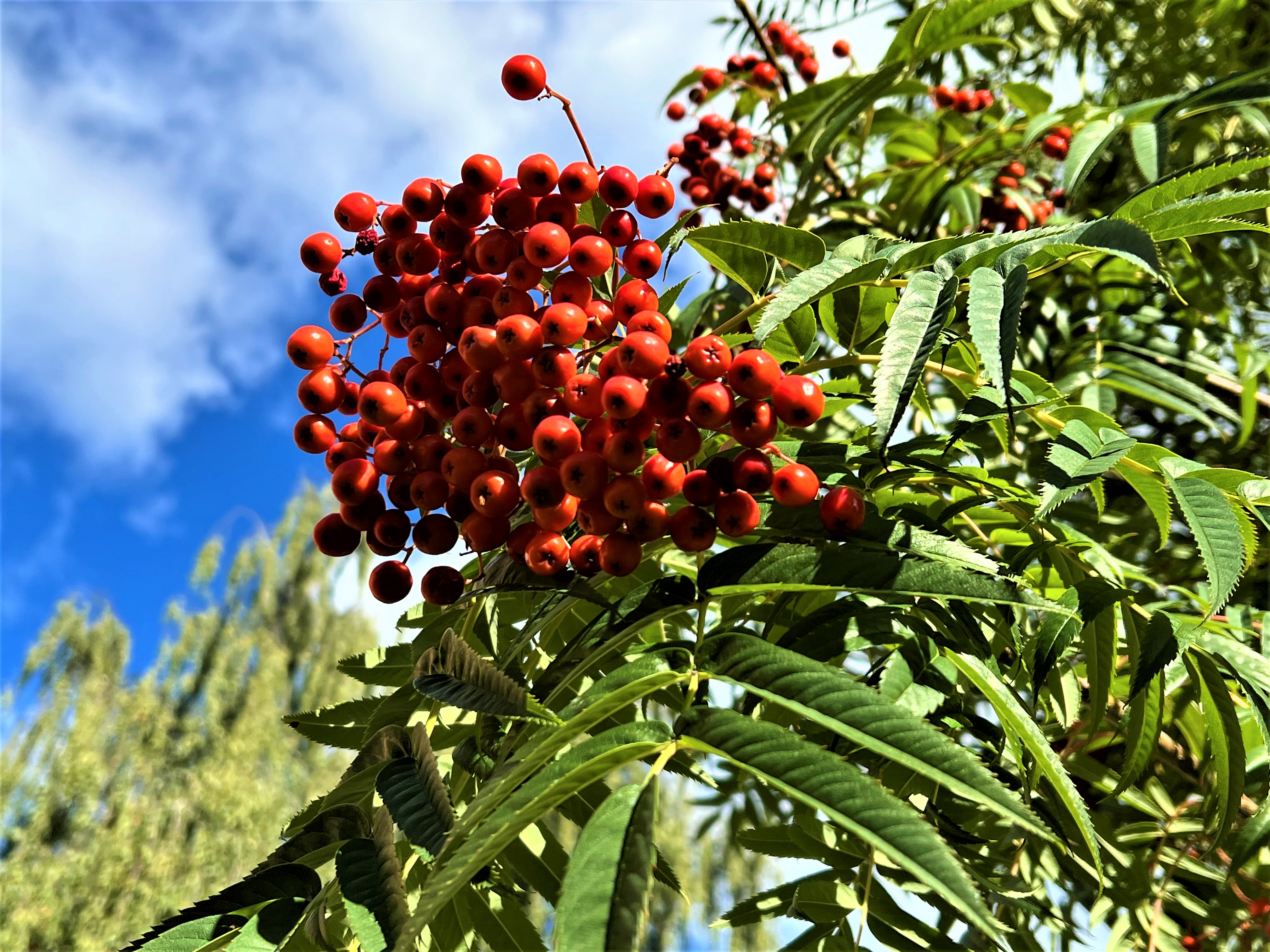
Ullungrönnens bär

Ullungrönnen (Sorbus ulleungensis) är ett träd inom familjen rosväxter. Det insamlades 1976 av intendenten Tor Nitzelius på Göteborgs botaniska trädgård på den sydkoreanska ön Ulleung-do.
Ullungrönnen växer snabbt och bildar luftiga trädkronor med långa, uppåtsvängda, kraftiga grenar. Det blir 9-12 meter högt, och 5-6 meter brett. Knopparna är brunröda och stora. Bladen slår ut tidigt och blir stora, glänsande friskt gröna. På hösten får de kraftiga höstfärger med tyngdpunkt i karminrött. Blommorna sitter i stora klasar påminnande om fläderns, och rönnbären är orange-röda och ätliga.